# 러브, 어게인
《러브, 어게인》(영어: Home Again)은 미국에서 제작된 핼리 마이어스샤이어 감독의 2017년 로맨틱 코미디 영화이다. 리스 위더스푼, 냇 울프 등이 출연하였고, 낸시 마이어스 등이 제작에 참여하였다. 이 영화는 2017년 9월 8일 오픈 로드 필름스에 의해 개봉되었으며 전 세계적으로 3,700만 달러의 수익을 얻었다.

## 출연
- 리스 위더스푼
- 냇 울프
- 존 러드니츠키
- 피코 알렉산더
- 레이크 벨
- 리드 스콧
- 돌리 웰스
- 롤라 플래너리
- P. J. 번
- 조시 스탬버그
- 마이클 신
- 캔디스 버건
- 롭 데린저

## 기타 제작진
- 배역: 코트니 브라이트, 니콜 대니얼스
- 미술: 엘런 브릴
- 세트: 니콜 케이츠
- 의상: 케이트 브라이언 키츠